# Karmela Liebkind
Karmela Rachel Liebkind-Ormala, född 29 september 1949 i Helsingfors, är en finländsk socialpsykolog och professor.
Liebkind, som tog studentexamen 1968 vid Tölö svenska samskola, blev politices doktor 1984, var periodvis verksam vid Helsingfors universitet som assistent och t.f. professor innan hon 1993 blev innehavare av den svenskspråkiga professuren i socialpsykologi. Hon har författat  internationellt uppmärksammade arbeten om minoritetsfrågor samt studerat rasism och antisemitism i ett europeiskt perspektiv. Hon har bland annat utgivit Socialpsykologi (tillsammans med Klaus Helkama och Rauni Myllyniemi, 2004)